# Jean Giono
Jean Giono (Manosque, 30 maart 1895 – aldaar, 8 oktober 1970) was een Frans schrijver en dichter.

## Leven en werk
Giono werd geboren als zoon van een arme schoenmaker in Alpes-de-Haute-Provence. Hij was gefascineerd door zijn geboortestreek en de Montagne de Lure, die hij als 11-jarige jongen voor het eerst beklom op een muilezel. Giono werd in 1914 gemobiliseerd en diende tijdens de Eerste Wereldoorlog als soldaat in het 140e Infanterieregiment. Hij vocht bij Les Éparges, Verdun, Noyon, Saint-Quentin, Chemin des Dames en de Kemmelberg. Daar stierf hij bijna bij een gasaanval. Na de oorlog begon hij verzen te publiceren terwijl hij werkte als bankbediende. Later volgde een reeks mythische romans, waarin hij in dichterlijk proza de Provence bezingt, alsook de verbondenheid van mens en natuur. De Provence van Giono is een verzonnen plek, winderig, stil en donker. Uiteindelijk leidde dit tot een soort pantheïsme. Met name in zijn bekende Pan-trilogie Colline (1929), Un de Baumugnes (1929) en Regain (1930), refereert Giono voortdurend aan spanningen tussen de moderne mens en de oerkrachten waarvan hij zich bevrijd meent te hebben, maar die zich steeds weer openbaren. Centraal staat uiteindelijk de eenzaamheid van de mens.
Strevend naar een ideaal van harmonie verzet Giono zich tegen alles wat dit ideaal in gevaar brengt, ook in zijn eigen leven. Naast zijn pleidooi voor een terugkeer naar de natuur leidt dit tot een soort anarchistisch-pacifistische houding. In Refus d'obéissance (1937) schreef hij over zijn oorlogservaringen en zijn pacifisme. Bij het uitbreken van de Tweede Wereldoorlog werd hij geïnterneerd wegens dienstweigering. Aan het einde van de oorlog werd hij opnieuw gevangengezet, nu vanwege zijn vermeende steun aan het Vichy-regime. Giono had enkele artikelen gepubliceerd in het collaborerend tijdschrift La Gerbe en ook was een artikel over hem verschenen in Signal, een Duits propagandatijdschrift. In januari 1945 kwam hij vrij zonder officieel in staat van beschuldiging te zijn gesteld.
Vanaf de oorlog tekent zich ook een duidelijke verandering in zijn werk af en schakelt Giono steeds meer over van het ‘mythische’ op historische thema’s. Bekende werken uit deze periode zijn Les âmes fortes (1950), een reeks dialogen van oude vrouwen die bij een dode waken en waarbij de hele dorpsgeschiedenis voorbij komt, en Le hussard sur le toit (1951), over de lotgevallen van een voortvluchtige ‘carbonaro’ tijdens de cholera-epidemie van 1838 in de Provence, later vervolgd in Le bonheur fou (1957). In zijn roman Les deux cavaliers de l’orage (begonnen in 1934, afgemaakt in 1950) weet Giono het mythische en het historische met elkaar te vermengen in de vorm van een heftige en tragische strijd tussen twee broers.
In 1953 schreef Giono zijn beroemde werk L'Homme qui plantait des arbres (1953), in het Nederlands vertaald als De man die bomen plantte door Ernst van Altena. Hij schreef dit verhaal als opdracht voor Reader's Digest voor de reeks The Most Unforgettable Character I've Met (De meest onvergetelijke persoon die ik heb ontmoet). Toen Reader's Digest na onderzoek tot de conclusie kwam dat het verhaal niet op waarheid berustte (het was een fictieverhaal), weigerden ze het uit te geven in hun reeks. Vogue plaatste het verhaal wel in hun tijdschrift, in maart 1954.
Giono was lid van de Académie Goncourt. Zijn werk werd ook meermaals onderscheiden en diverse keren verfilmd. In 1990 werd te zijner ere de literaire Grand prix Jean-Giono ingesteld
Hij overleed op 75-jarige leeftijd aan een hartaanval. Hij liet een bibliotheek van meer dan 8.000 boeken na in zijn huis Le Paraïs, een 18e-eeuws pand in Manosque dat hij in 1929 kocht. Zijn bibliotheek en werkkamer, waar hij het grootste deel van zijn werk schreef, zijn bewaard in Le Paraïs, dat beschermd is als Maison des Illustres.

## Bibliografie

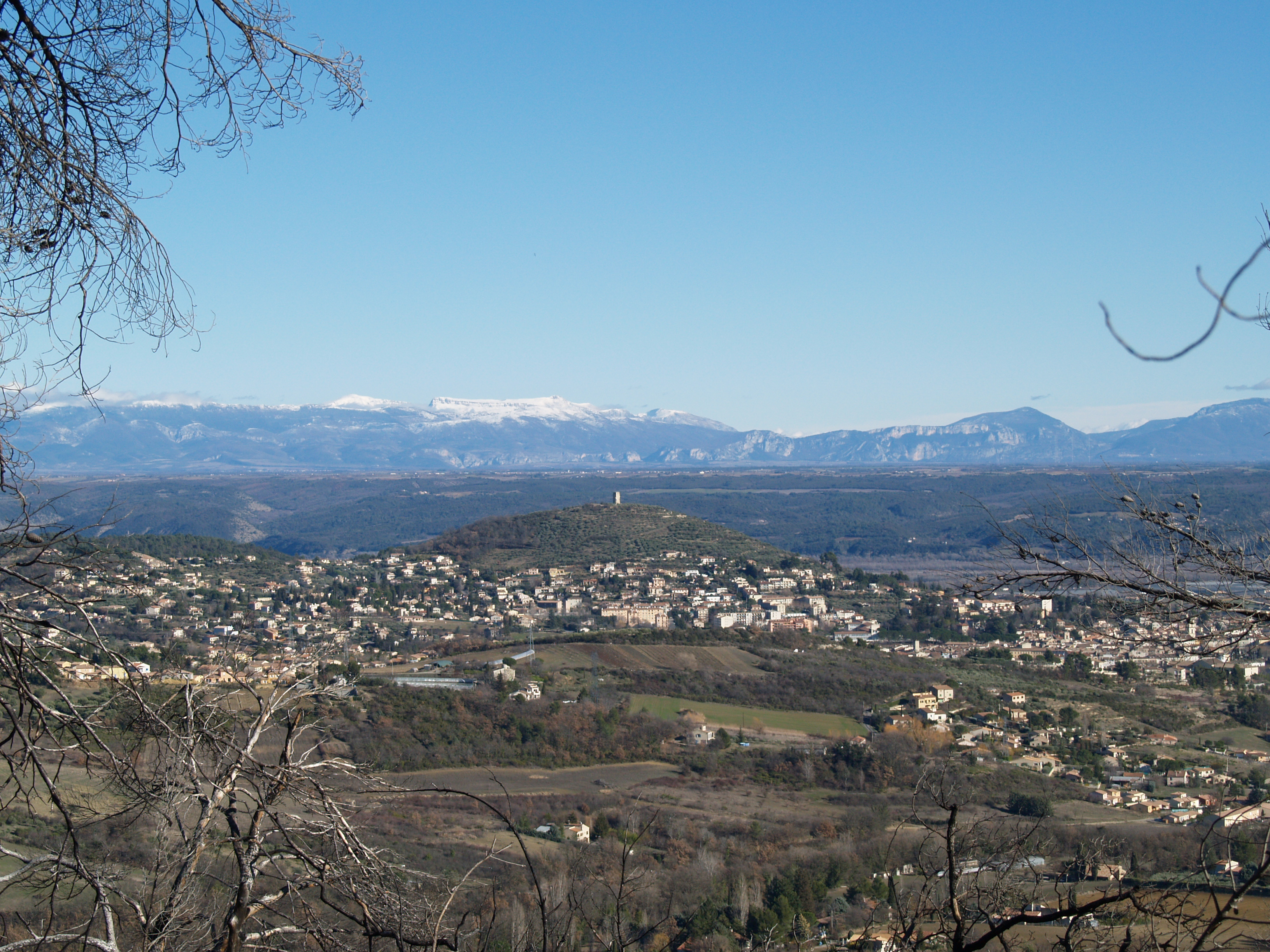
Manosque, waar Giono vrijwel heel zijn leven woonde en in welke omgeving hij zich zo thuis voelde